# Labrang
| Tibetische Bezeichnung                             |
| -------------------------------------------------- |
| Tibetische Schrift: བླ་བྲང་བཀྲ་ཤིས་འཁྱིལ་                |
| Wylie-Transliteration: bla brang bkra shis 'khyil  |
| Aussprache in IPA: [laʈʂaŋ ʈʂaɕicʰiː]              |
| Offizielle Transkription der VRCh: Lazhang Zhaxiqi |
| THDL-Transkription: Labrang Trashikhyil            |
| Andere Schreibweisen: Lawrang                      |
| Chinesische Bezeichnung                            |
| Traditionell: 拉卜楞寺                             |
| Vereinfacht: 拉卜楞寺                              |
| Pinyin:Lābǔlèng Sì                                 |

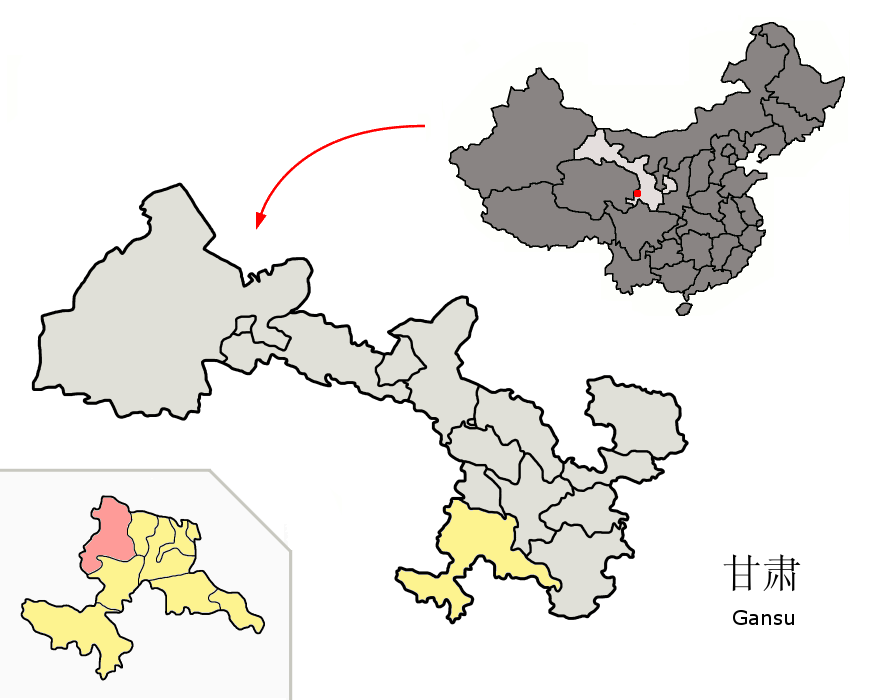
Kreis Xiahe im Bezirk Gannan der Provinz Gansu in China

Das Kloster Labrang (Kurzform von Labrang Trashi Khyil) liegt in 2.800 Metern Höhe in einem Flusstal des Kreises Xiahe im Autonomen Bezirk Gannan der Tibeter in der Provinz Gansu der Volksrepublik China. Es befindet sich im Übergangsraum zwischen den Siedlungsgebieten der Tibeter und Hui. 1709 erbaut, wurde es zu einer Drehscheibe im Handel zwischen Zentralchina, Tibet und der Seidenstraße. Es zählt zu den sechs größten Klöstern der Gelug-Schule des tibetischen Buddhismus.

## Beschreibung
Auf dem ungefähr 86 Hektar großen Gelände des im tibetischen Stil erbauten Klosters befinden sich 48 Tempelhallen unterschiedlicher Größe sowie mehr als 500 buddhistische Kapellen und Mönchszellen. Als imposantestes, prächtigstes und größtes Gebäude des Klosters wird von manchen die sechsstöckige Maitreya-Halle, chin. Jinwadian (Goldziegelhalle) angesehen, wobei die Ausstattung der ältesten, jedoch sehr verwinkelt wirkenden Bauten aus der Gründungszeit als die bedeutendste angesehen kann. Die Maitreya-Halle birgt eine 7,4 Meter (mit Sockel 10 m) hohe Statue des zukünftigen Buddha. Ihr oberstes Stockwerk ist ein palastartiger viereckiger Pavillon, dessen Dach aus vergoldeten Kupferziegeln besteht und mit vergoldeten Kupferlöwen geschmückt ist.
Der historischen Überlieferung zufolge lebten hier in der Blütezeit des Klosters 3000 Mönche. Auch heute wieder gilt das Kloster Labrang als ein wichtiges geistiges Zentrum in Nordwestchina und als höhere Lehranstalt des tibetischen Buddhismus. Inzwischen leben hier der Statistik nach wieder über 2000 Mönche. Da jedoch die jungen Novizen, die auf Entscheidung ihrer Eltern ins Kloster geschickt werden, nicht registriert und damit statistisch nicht erfasst sind, liegt die tatsächliche Zahl noch einmal deutlich höher und dürfte ungefähr die frühere Zahl erreicht haben.
Das Kloster hat sechs Studienfakultäten, in denen die Mönche buddhistische Theorie, Logik, Astronomie, Mathematik, Medizin, Kalligrafie, Phonologie, Tanzkunst, Malerei und Bildhauerkunst studieren können.
Seit 1982 steht das Kloster auf der Liste der Denkmäler der Volksrepublik China (2-43).

## Wichtige Inkarnationsreihen
- Jamyang Shepa (tib.  'jam dbyangs bzhad pa; chin. Jiamuyang Xieba 嘉木样协巴)
- Gungthang Rinpoche (tib. gung thang tshang; chin. Gongtang Cang 贡唐仓)
- Detri Rinpoche (tib. sde khri tshang; chin. Dewa Cang 德哇仓)
- Samtsha Rinpoche (tib. zam tsha tshang; chin. Samucha Cang 萨木察仓)
- Hortshang Rinpoche (tib. hor tshang; chin. Huocang 霍仓)

## Bilder

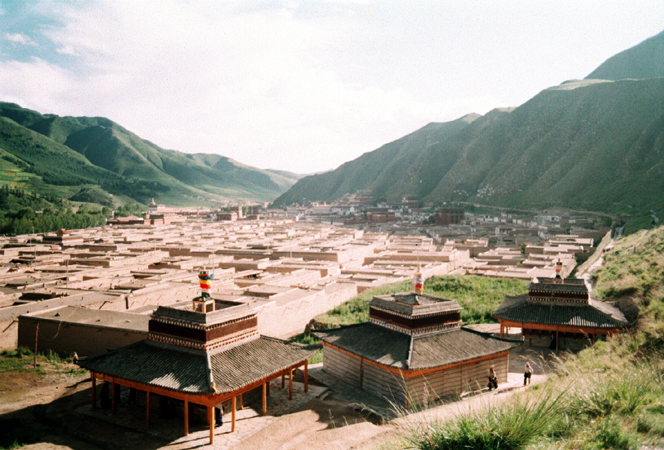
Übersichtsaufnahme
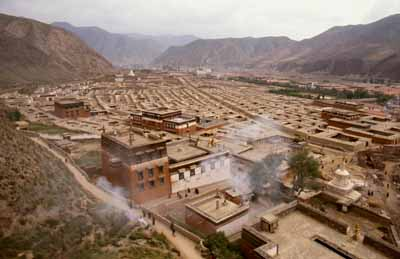
Labrang-Panorama
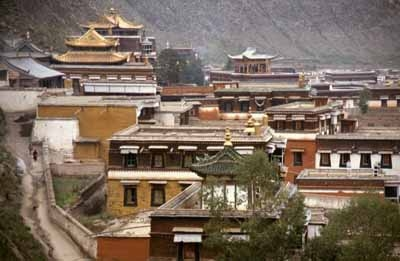
Haupttempel des Klosters Labrang
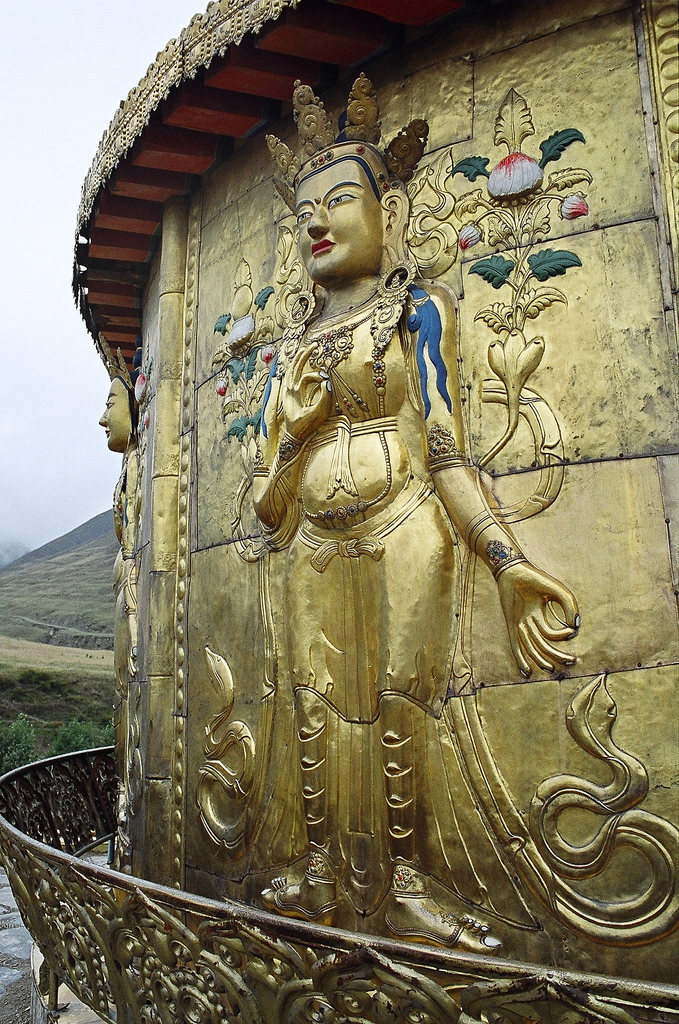
Religiöse Kunst
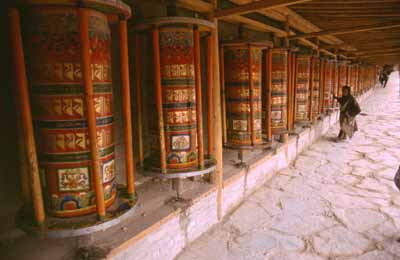
Gebetsmühlen-Umgang am Kloster Labrang
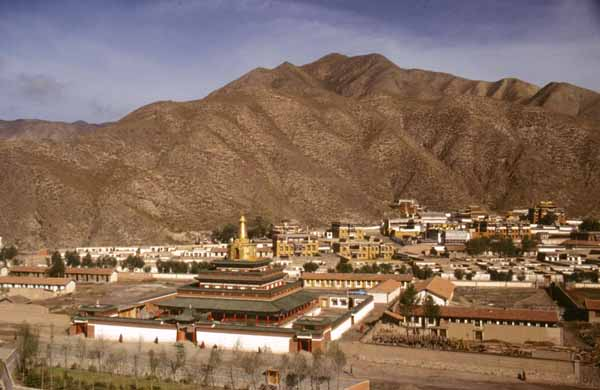
Der wieder errichtete Gungthang-Chörten in Labrang

## Buddhistische Musik
Die Buddhistische Musik des Klosters steht auf der Liste des immateriellen Kulturerbes der Volksrepublik China (637 II-138 Labuleng si Fodian yinyue daode’er 拉卜楞寺佛殿音乐道得尔).

## Weiteres
In der Nähe befindet sich das Terlung-Kloster.